# Meester van de heilige Augustinus

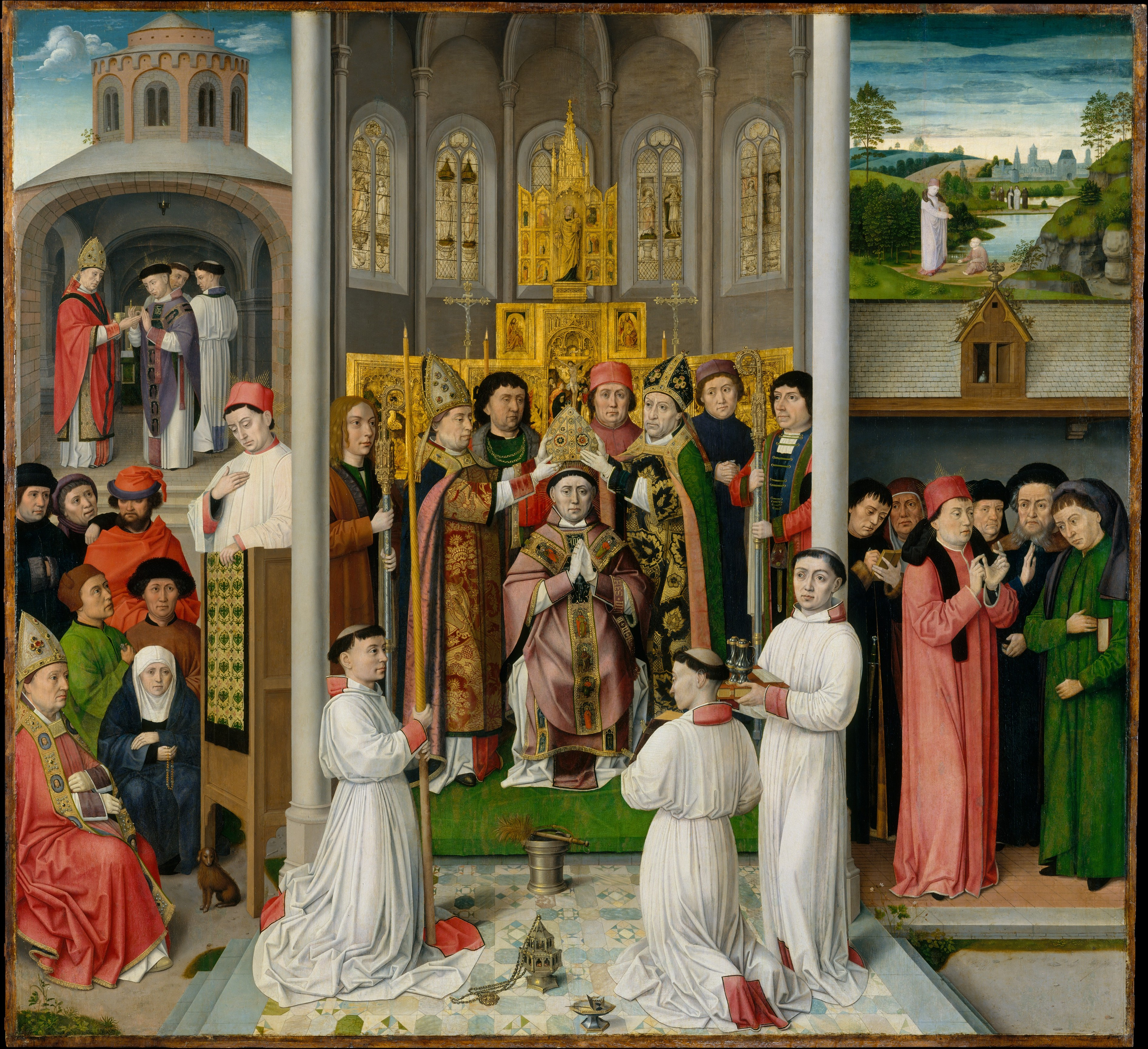
Middenpaneel van Legende van de heilige Augustinus, Metropolitan Museum of Art, New York 61.199

De Meester van de heilige Augustinus is de noodnaam voor een anonieme meester, die omstreeks 1490 actief was. Hij werd genoemd naar een retabel met de Legende van de heilige Augustinus, waarvan het middenpaneel bewaard wordt in het Metropolitan Museum of Art in New York. Van dit enige werk dat aan de meester is toegeschreven bevindt de binnenzijde van het rechterluik zich in de National Gallery in Dublin. Een fragment van de buitenzijde van een van de zijluiken wordt bewaard in het Suermondt-Ludwig-Museum in Aken.
De drie onderdelen van het werk werden door Max Jakob Friedländer in 1937 beschreven als onderdelen van één werk. Hij situeerde de meester in het Brugse omdat hij het paneel met de Heilige Nicolaas uit het Groeningemuseum ook aan de Augustinus-meester toeschreef en dat paneel toont op de achtergrond Brugse gebouwen. Het Nicolaas-paneel werd echter in 1959 toegeschreven aan de Meester van de Legende van de heilige Lucia door N. Verhaegen, wat de plaatsing van de Meester van de heilige Augustinus in Brugge op losse schroeven zet. Anderen zien een connectie met Hugo van der Goes
Volgens Dirk De Vos toont dit werk wel enige verwantschap met dat van de Meester van de Lucia-Legende vooral wat de weergave van de gelaatstrekken van de personages betreft, maar de compositie van het werk is monumentaler en strenger. Anderen zien een connectie met Hugo van der Goes.

## Weblinks
- (en)  Scenes from the Life of Saint Augustine of Hippo online informatie op de Heilbrunn Timeline of Art History van het Metropolitan Museum of Art.
- (en)  Scenes from the Life of Saint Augustine of Hippo online beschrijving van het werk op de website van het Metropolitan Museum of Art.

- Gemeinsame Normdatei: 131565028
- Virtual International Authority File: 95691201